# Delta Nilu
Delta Nilu (arabsky دلتا النيل, Deltā an-Nīl, egyptsky Ta-Mehet) je říční delta, která se rozkládá na území, kde se Nil vlévá do Středozemního moře. Jde o jednu z největších říčních delt na světě.

## Zeměpis

Mapa delty Nilu

Delta Nilu leží na území Egypta. Delta se rozkládá na rozlehlém území (22 000 až 24 000 km²): z Alexandrie na západě do Port Said na východě zaujímá zhruba 240 km pobřeží, ze severu na jih je přibližně 160 km dlouhá. Nilská delta začíná po proudu 20 km od Káhiry.
Nilská delta má trojúhelníkový tvar řeckého písmene delta {\displaystyle \Delta } a dala jméno všem ostatním říčním deltám. Vnější okraje delty erodují a slanost některých pobřežních lagun se zvyšuje větším mísením s mořskou vodou. Přehrazení toku Nilu ve 20. století (zejména stavba Asuánské přehrady) omezilo každoroční záplavy a tak snížilo množství živin a pevných částí ve vodě Nilu; půda v deltě se tedy stává chudší a zvyšuje se potřeba hnojení.
Antické záznamy Plinia Staršího popisují sedm ramen Nilu v jeho deltě. Díky protizáplavovým opatřením, změnám reliéfu a také přehradám se Nil v současnosti dělí do dvou hlavních ramen: (Damietta na východě a Rosetta na západě. Obě jsou splavná pro vodní dopravu a mají každé délku přibližně 200 km.
Přes kanál Ibrahimia a rameno Jusuf část vody odtéká do jezera Birket Karún a na zavlažování oázy Fajúm. Přes kanál Ismailia je část vody odváděna k zavlažování oblasti Suezského kanálu. Přes kanál Mahmudia je část vody odváděna k zavlažování města Alexandrie a okolí. V severní části delty se nacházejí lagunová jezera Menzala, Burullus, Marjut.

## Ekologie

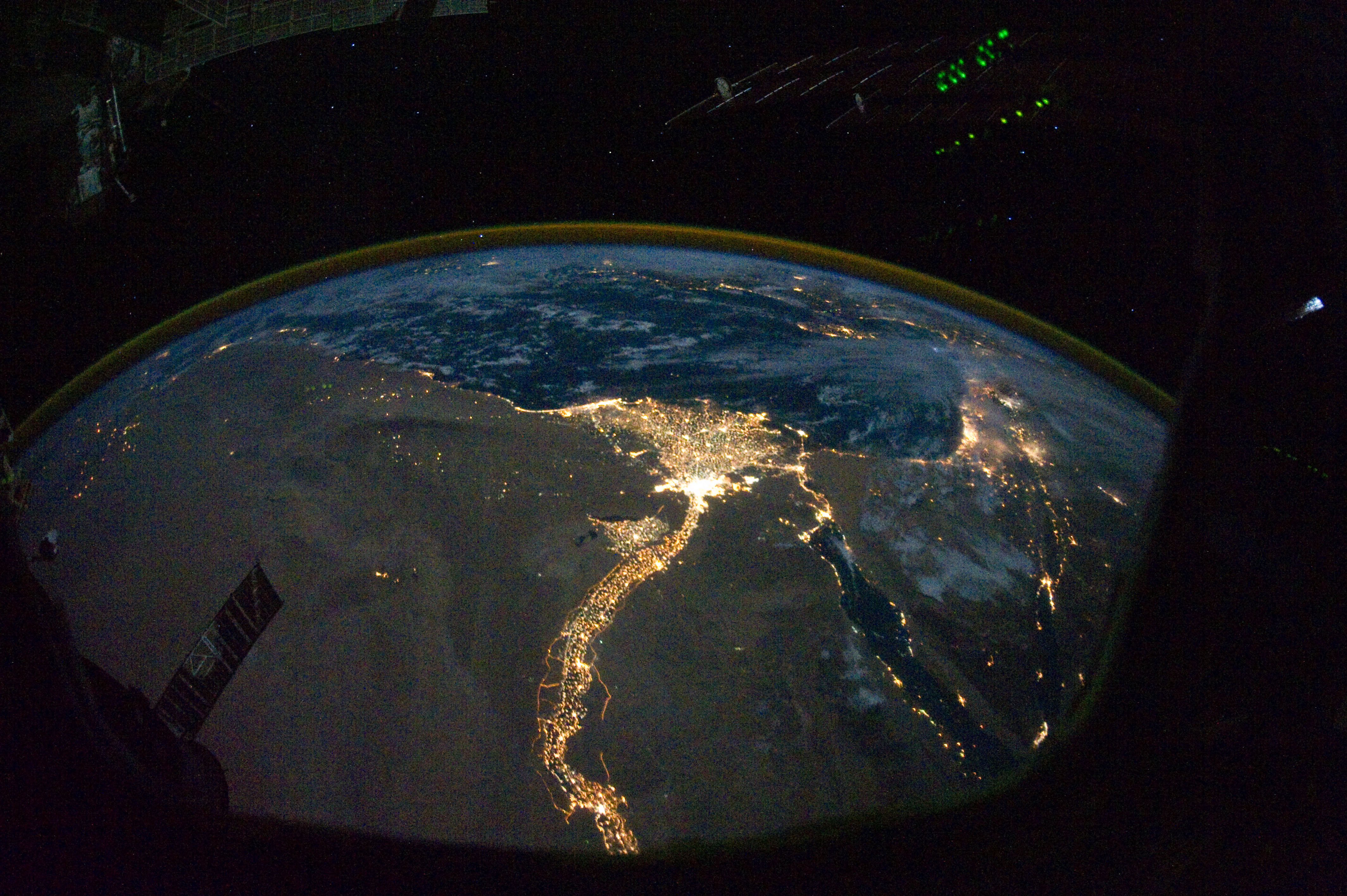
Delta Nilu v roce 2010 ze snímku z ISS

Delta Nilu má středomořské klima charakteristické malým množstvím srážek. Většina ze 100 až 200 mm srážek spadne v zimních měsících. Nejtepleji je v deltě v červenci a srpnu, kdy průměrné teploty dosahují 30 °C (maximum je kolem 48 °C), v zimě průměrná teplota klesá na 5 až 10 °C. Letní období je velmi suché.
Delta Nilu je významné hnízdiště a shromaždiště ptactva: jde o největší shromaždiště racka malého a rybáka bahenního. Mezi další místní ptáky patří například kulík mořský, lžičák pestrý, volavky, ibisi a kormoráni.
V mokřadech, stojatých a tekoucích vodách nilské delty žije množství obratlovců: ryby, žáby, želvy, varan nilský a promykovití. V deltě se však už nevyskytuje dříve běžný krokodýl nilský.
V oblasti delty žije velká část z více než  100 milionů obyvatel Egypta: mimo největší města delty je průměrná hustota obyvatelstva 1000 obyvatel/km² a více. Největším městem v deltě je Alexandrie s 4,1 milionem obyvatel. Další velká města jsou Damietta, Port Said a Tanta. 